# Tonny Ros
Tonny Ros (1920 - 1993) werd in Amsterdam geboren. Al zeer jong kreeg hij zijn teken- en schilderlessen van de kunstschilders Ben Vreeburg en Piet Landkroon. In de avonduren studeerde hij bij de "SIKA" groep van de Kunstnijverheidschool te Amsterdam. Vervolgens kwam hij terecht op het atelier van Willem Molier, waar opdrachten van scheepvaartmaatschappijen werden uitgevoerd. Nadat hij bij deze kunstenaar het nodige onderricht had genoten, bezocht hij de Rijksakademie van Beeldende Kunsten te Amsterdam.
In 1952 werd hij lid van de Arti et Amicitiae en is hem de Willinck van Collemprijs toegekend en in 1956 de N.O.C. prijs, ter gelegenheid van de Olympische Spelen in Australië. 
Bekend zijn onder andere de navolgende schilderijen:
- 1953 donkere dagen van de watersnood in Zeeland
- 1961 de aanbidding van de herders
- 1970 Hippies in Amsterdam
- 1973 interieur van de Isaak Kathedraal te Leningrad

In 1971 is door hem de Vrije Akademie in Zevenaar opgericht en in 1977 werd in Lobith zijn nieuwe atelier annex expositieruimte geopend.
Tonny heeft studiereizen gemaakt in Europa, Rusland en Amerika. In 1964 is zijn werk op de Canadese televisie besproken en ook aangekocht. In verschillende musea is werk van hem te zien, zoals in het Callaghermuseum in New York en in het Stedelijk Museum te Amsterdam. Tonny blonk ook uit in pottenbakken en beeldhouwen. Daarnaast ontwierp en vervaardigde hij Italiaanse mozaïeken en driedimensionale kunstwerken. Zijn veelsoortige kunstwerken zijn voor, aan en in onder andere kerken, scholen en bankgebouwen terug te vinden.
Tonny Ros is overleden op 15 december 1993.
- Biografisch Portaal: 90549910
- International Standard Name Identifier: 0000 0003 8934 9614
- Nederlandse Thesaurus van Auteursnamen: 337027099
- RKD-Nederlands Instituut voor Kunstgeschiedenis: 68190
- Virtual International Authority File: 282761160
- WorldCat: E39PBJqVQHfpjHP4XWtBVph4MP